# Hoogwerker

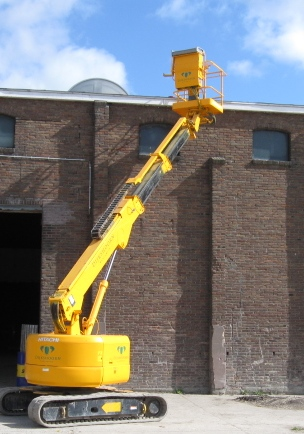
Rupshoogwerker met telescooparm

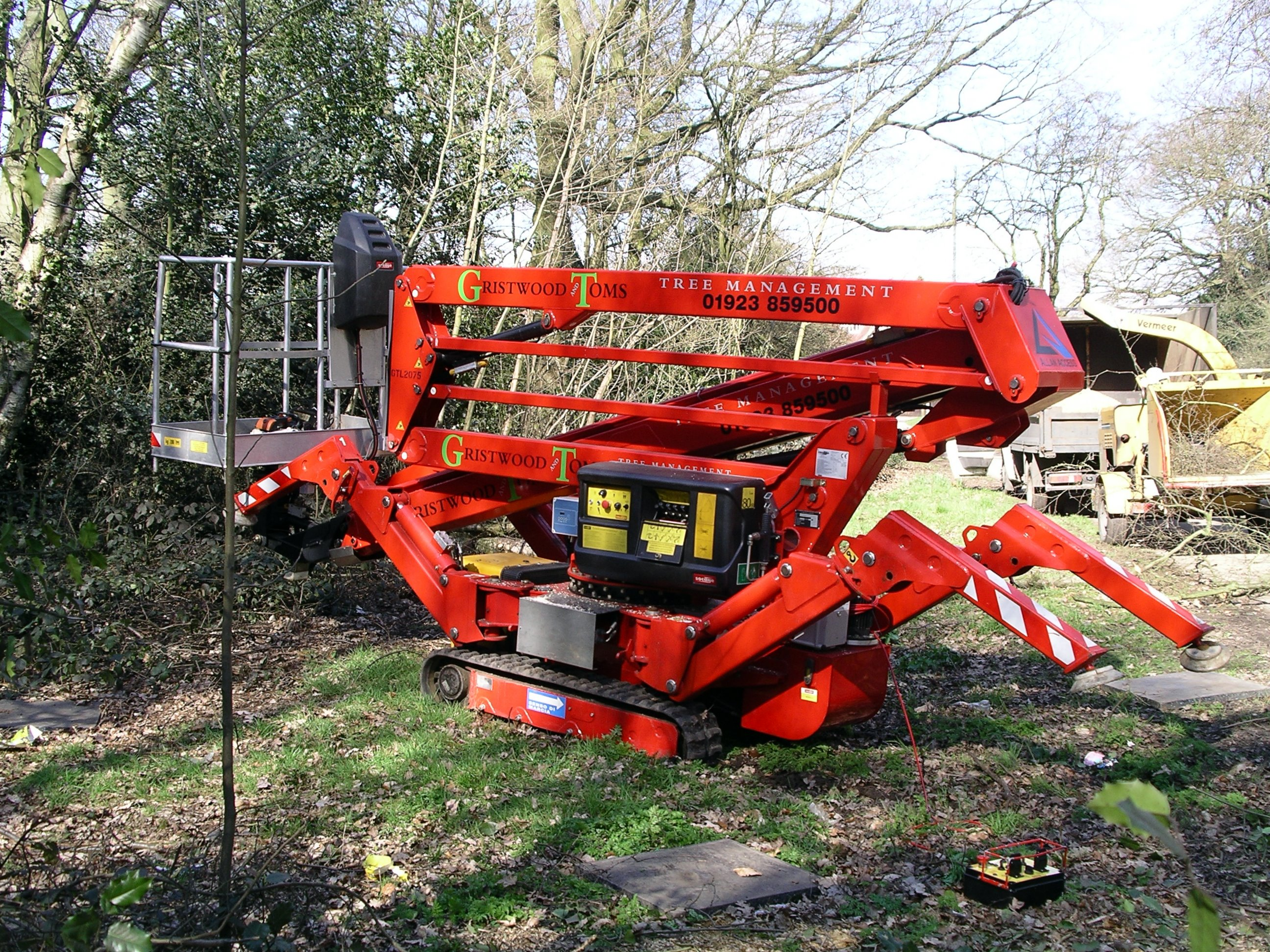
Spinhoogwerker voor snoeiwerkzaamheden

Een hoogwerker of hoogtewerker is een machine waarmee op een veilige manier gewerkt kan worden aan hoger gelegen installaties. Hoogwerkers worden vooral veel gebruikt in de industrie, bouw en door de brandweer. Bij de brandweer wordt onderscheid gemaakt tussen een hoogwerker en een autoladder.
Een hoogwerker heeft een hydraulische arm die op een of meerdere plaatsen kan scharnieren, met aan het eind een platform of bak. Hoogwerkers kunnen op verschillende manieren worden aangedreven. De meest voorkomende manier is door middel van een diesel=  of elektromotor, met accu's. Daarnaast zijn er hoogwerkers, die door gas aangedreven zijn. Een combinatie van twee aandrijfwijzen komt voor, zoals bijvoorbeeld een combinatie van diesel en accu's.
Sinds het verbod om vanaf een bepaalde hoogte ladders te gebruiken bij glasbewassing worden hoogwerkers ingezet om ramen op grotere hoogte te reinigen.

## Vormen van hoogwerkers
Naar hefmechanisme:
- Schaarhoogwerker
- Telescoophoogwerker
- Knikarmhoogwerker
- Spinhoogwerker

Naar mobiel platform:
- Autohoogwerker
- Rupshoogwerker
- Vrachtwagenhoogwerker